# آکادمی فیلم‌های علمی-تخیلی، فانتزی و ترسناک
آکادمی فیلم‌های علمی-تخیلی، فانتزی و ترسناک (انگلیسی: Academy of Science Fiction, Fantasy and Horror Films) یک سازمان غیرانتفاعی است که در سال ۱۹۷۲ میلادی پایه‌گذاری شد و به ترویج و پیشرفت فیلم‌ها و مجموعه‌های تلویزیونی علمی–تخیلی، فانتزی و ترسناک اختصاص داده شده‌است.
مقر اصلی این آکادمی در لس آنجلس کالیفرنیا است و مؤسس آن «دکتر دونالد ای. رید» است.
این آکادمی به‌طور سالیانه، جایزه‌ای موسوم به جایزه ساترن را به برترین فیلم‌های ژانرهای یادشده اهدا می‌کند.